# Эдмондс, Томас
То́мас Э́дмондс (англ. Thomas Edmonds; 1563 — 20 сентября 1639) — английский дворянин, политический деятель и дипломат, посол Англии во Франции (1592—1596, 1597–1599, 1610—1617).

## Биография
Томас Эдмондс был младшим сыном Томаса Эдмондса (ум. 1604) и его первой супруги Джоан де ла Бер, дочери Энтони Де ла Бера. Его родители были провинциальными дворянами и не занимали высокого положения, из-за этого и его невысокого роста Томаса в начале карьеры называли «маленьким человеком».
В 1592 году королева Елизавета отправила его во Францию, где он начал карьеру в качестве посла при дворе короля Генриха IV, который высоко оценил его деятельность. В 1596 году вернулся в Англию, а спустя год вернулся во Францию, где продолжал занимать должность английского посла. В 1600 году был отправлен в Брюссель, чтобы помочь Нидерландам заключить мир с Испанией, но переговоры провалились.
При Якове I он был посвящён в рыцари, служил послом в Брюсселе (1609—1610), послом во Франции (1610—1617) и контролёром королевского двора (1616—1618). В 1618 году был назначен казначеем королевского двора, должность которого занимал и при Карле I.
Скончался 20 сентября 1639 года в возрасте 76 лет.

## Семья
Его первой женой была Магдалена Вуд, дочь сэра Джона Вуда; в браке с которой, у него было 3 детей (сын и 2 дочери). Второй женой Эдмондса была Сара Харингтон, дочь Джеймса Харингтона и Люси Сидни; их брак был бездетным.